# Antonie Volkmar
Antonie Elisabeth Cäcilie Caroline Volkmar (* 24. April 1827 in Berlin; † 21. Dezember 1903 ebenda) war eine deutsche Genre- und Porträtmalerin.

## Leben
Volkmar wurde als vierte Tochter des Bankiers Moritz Daniel Volkmar und dessen Ehefrau Louise, geborene Goldschmidt, in Berlin geboren. Ab 1848 nahm sie dort Unterricht bei dem Maler Julius Schrader. In den Jahren 1853 bis 1857 bildete sie sich bei Léon Cogniet in Paris weiter aus. Danach ließ sie sich als Malerin in Berlin nieder. In ihrem Atelier entdeckte sie 1859 das Talent des jungen Max Liebermann, als dieser es in Begleitung seiner Mutter, die sich von Volkmar porträtieren ließ, besuchte. 1862 bis 1864 hielt sich Volkmar in Italien auf. Ihre Schülerin war Clara von Rappard.

## Werke (Auswahl)
- Künstler auf Reisen, 1854

Abschied der Auswanderer, 1860

- Der Verkauf des letzten Kleinods, 1858
- Abschied der Auswanderer, 1860, Deutsches Historisches Museum, Berlin[2]
- Der junge Goethe, 1862
- Die neue Erzieherin, 1868
- Beginn einer Künstlerlaufbahn, 1870
- Die Schulfreundinnen, 1880